# Bambina glavica
Bambina glavica je lokalitet i uzvisina (glavica) na južnom dijelu Marjanskog poluotoka, ispred južnih padina Marjana, a istočno od uvale Kašjuni. Najviši vrh visok je 59 metara. Ime je dobila po nadimku splitske obitelji Tomić - Bamba.
Taj lokalitet bio je naseljen već u pretpovijesno doba. Arheološkim istraživanjima otkriveno je više ulomaka prapovijesne keramike karakteristične za brončano doba. Pronađeni su i ulomci keramike iz 2. stoljeća pr. Kr. iz vremena kada su Bambinu glavicu i Sustipan naseljavali isejski Grci.
Na vrhu Bambine glavice spominje se 1126. godine crkva sv. Mihovila in Murmiano, koja se u izvoru iz 1173. godine navodi kao Sv. Miho in collibus, zatim de Margnano, de Casion i in Casgliuno, da bi se 1576. godine nazivala Sv. Mihovil supra Potoch, odnosno, "nad Potokom". Na uzvisini se nalazio i nadbiskupski kaštel po kojem su Kašjuni dobili ime, a podno uzvisine crkva sv. Merkura i Fortunata.